# Gannan
Gannan (kinesisk:甘南, pinyin: Gānnán) er et autonomt præfektur for tibetanere i provinsen Gansu i Folkerepublikken Kina og tilordnes den tibetanske kulturregion Amdo. Gannan har et areal på 40.201 km² og ca. 720.000 indbyggere, med en tæthed på 18 indb./km² (2007).

## Administrative enheder
Det autonome præfektur Gannan har jurisdiktion over et byamt (市 shì) og 7 amter (县 xiàn).
| Kort             | Kort   | Kort   | Kort        | Kort                   | Kort        | Kort      |
| ---------------- | ------ | ------ | ----------- | ---------------------- | ----------- | --------- |
| Kort over Gannan |        |        |             |                        |             |           |
| #                | Navn   | Hanzi  | Pinyin      | Befolkning (2004 est.) | Areal (km²) | Indb./km² |
| Byamt            |        |        |             |                        |             |           |
| 1                | Hezuo  | 合作市 | Hézuò Shì   | 90.000                 | 2.670       | 34        |
| Amt              |        |        |             |                        |             |           |
| 2                | Lintan | 临潭县 | Líntán Xiàn | 150.000                | 1.557       | 96        |
| 3                | Jonê   | 卓尼县 | Zhuóní Xiàn | 100.000                | 5.694       | 18        |
| 4                | Zhugqu | 舟曲县 | Zhōuqū Xiàn | 130.00                 | 3.010       | 43        |
| 5                | Têwo   | 迭部县 | Diébù Xiàn  | 60.000                 | 5.108       | 12        |
| 6                | Maqu   | 玛曲县 | Mǎqū Xiàn   | 40.000                 | 10.190      | 4         |
| 7                | Luqu   | 碌曲县 | Lùqū Xiàn   | 30.000                 | 5.298       | 6         |
| 8                | Xiahe  | 夏河县 | Xiàhé Xiàn  | 80.000                 | 6.674       | 12        |

## Etnisk sammensætning
| Folkegruppe | Antal   | Andel  |
| ----------- | ------- | ------ |
| Tibetanere  | 329 278 | 51,44% |
| Han         | 267 260 | 41,75% |
| Hui         | 41 163  | 6,43%  |
| Tu          | 939     | 0,15%  |
| Dongxiang   | 258     | 0,04%  |
| Manchuer    | 257     | 0,04%  |
| Salar       | 222     | 0,03%  |
| Mongoler    | 215     | 0,03%  |
| Andre       | 514     | 0,09%  |

34°59′8″N 102°30′29″Ø / 34.98556°N 102.50806°Ø
- Wikimedia Commons har flere filer relateret til Gannan